# Чарівна крамниця

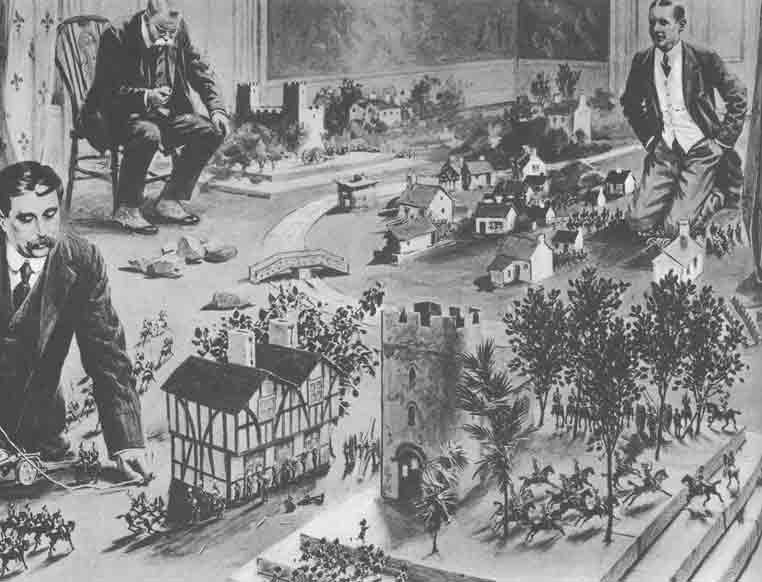
Герберту грі

Чарівна крамниця (Magic shop) —  фантастична новела англійського письменника Герберта Велза, написана у 1903 році.

## Історія створення
Новела «Чарівна крамниця»  написана на хвилі захоплення англійськими письменниками кінця XIX - початку XX століття новелістикою. Переваги новела - мобільність  жанру,   здатність оперативно реагувати на зміни в читацьких настроях і очікуваннях. 

## Тематика
У фантастичній новелі розповідається про  відвідини батьком та сином чарівної крамниці та отримані там незвичайні подарунки для Джипа. Твір вчить   мріяти, бути чуйними,  добрими і терплячими. Письменник переконаний, що  людина має бути готовою відкрити себе світові і ввібрати його до себе.
Головна думка: Чари доступні тим, хто вірить у дива і довірливо сприймає фантастичні речі.    

## Сюжет
Джип  з батьком заходять у крамницю дитячих  іграшок. Виявилось, що там продають чарівні речі: тигра із пап’є-маше,   кришталеві кульки, “порцелянову руку з колодою чарівних карт” тощо. Незвичайним був і продавець. Він  діставав кришталеві кульки зі своєї голови та кишені хлопчика.  Палець  продавця від вогню обернувся на паличку червоного сургучу. Продавець знав усе про Джипа, навіть домашню адресу.   У своєму капелюсі батько знайшов голуба, кілька яєць, мармурову кульку, годинника, купу паперу. Виявилось, що у крамницю можуть зайти чемні діти: вередливому Едварду увійти не вдалося.    Продавець для Джипа і його батька продемонстрував товари:   чарівні поїзди, олов’яні солдатики,  чарівний меч,   чарівний коник-гойдалка. Під час одного не вдалого фокусу Джип зник, а потім  з’явився   за межами крамнички. Крамничка зникла,   але Джип тримав в руках чотири пакунки, у трьох пакунках були солдатики, а в четвертому – живе кошеня.  Батько  нічого чарівного не помітив, для нього то були звичайні солдатики. А Джип говорив чарівне слово і солдатики оживали. Кілька разів батько проходив по Ріджент-стріт, де трапилась пригода, батько намагався шукати крамницю, щоб заплатити за пакунки, але крамниці там не було. 

## Композиція новели
- Експозиція – Батько з сином побачили крамницю-міраж і зайшли в неї.
- Зав’язка  – Біля вітрини Джип та батько побачили дивні речі, а на підлозі- дзеркала, які змінювали форму людини то видовжуючи, то сплющуючи її.
- Розвиток дії – Герої оглядають виставку чарівних речей, дивуються фокусам  Продавця, вибирають іграшки для Джипа.
- Кульмінація – Несподівано під час чергового фокуса Джипа не стало.
- Розв’язка  – Крамниця з чарівними речами зникає, герої з пакунками повертаються додому, де для Джипа дива продовжуються.

## Особливості жанру
Новелі Уеллса властиві зовнішні ознаки жанру:
- невеличкий обсяг,
- обмежена кількість героїв,
- незвичайна пригода в центрі сюжету

Специфічні ознаки,  властиві лише для новел Велза:
- новела побудована на контрастних враженнях   Джипа і його батька (очікуваннями  дивовижного і світлого, з одного боку, і тривога і переживання - з другого)
- наявність іронічних інтонацій в репліках  батька і чарівника-продавця,
- поява деталей та образів, які викликають  непевність та  відчуття  моторошності.

## Подивіться також
- Герберт Велз